# Le Reculet
Le Reculet (czytaj: le rekiulé, 1718 m n.p.m.) – drugi pod względem wysokości szczyt Jury, znajdujący się we Francji w departamencie Ain, w regionie Owernia-Rodan-Alpy, w gminie Thoiry.

## Położenie
Wznosi się w najwyższym pasmie Jury, dominującym od zachodu nad Pays de Gex i Genewą. Leży ok. 2 km na południowy zachód od najwyższego szczytu Jury, Crêt de la Neige. Wznosi się z górą 800 m ponad ciągnącą się u jego zachodnich podnóży doliną Valserine. Położony jest w granicach narodowego rezerwatu przyrody Haute chaîne du Jura.

## Krzyż
Szczyt góry wieńczy krzyż, który wykonał François Nallet, kowal z francuskiego Thoiry, położonego u wschodnich podnóży góry. Czterej inni mieszkańcy wynieśli poszczególne elementy na plecach na szczyt, gdzie całość znitowano w 1892 r., o czym świadczy pamiątkowa tabliczka zamontowana w setną rocznicę tego wydarzenia. Krzyż miał stanowić symbol walki z protestantyzmem.

## Turystyka
Szczyt jest dostępny wyznakowanymi szlakami turystycznymi zarówno od wschodu z Thoiry jak i od zachodu, z doliny Valserine. Grzbietem przez szczyt prowadzą dalekobieżne szlaki (fr. Grande randonnée) o nazwach Balcon du Léman i Grand Tour de la Valserine.
Ze szczytu roztacza się rozległa panorama, ograniczona jedynie na północnym wschodzie przez szczytowe spiętrzenie Crêt de la Neige. Obejmuje ona oprócz innych szczytów Jury m.in. Pays de Gex, Genewę z Jeziorem Genewskim oraz masywy Salève i Voirons wznoszące się nad Genewą. Za nimi ciągnie się łańcuch Alp, wśród których wyróżnialne są Mont Blanc i Matterhorn. 
Dobrze widoczny jest fragment grzbietu Jury biegnący w kierunku południowym aż po masyw Grand Crêt d'Eau (1621 m) i głębokie wcięcie Défilé de l'Écluse, którym Rodan, opuściwszy Jezioro Genewskie, przełamuje się między najwyższym pasmem Jury a grzbietem Le Vouache (1101 m). Przy sprzyjających warunkach atmosferycznych na zachodzie widoczne są dawne wulkany Owernii.